# Pauline Iselin
Pauline „Polly“ Iselin (* 9. Dezember 1876 in Boston, Massachusetts als Pauline Whittier; † 3. März 1946 in New York City) war eine US-amerikanische Golferin.

## Biografie
Pauline Iselin kam als jüngste von drei Töchtern von General Charles A. Whittier und Elizabeth Jones Chadwick in Boston auf die Welt. Ihre vier Jahre ältere Schwester Louise Chadwick Whittier starb bereits 1886. Mit 10 Jahren zog sie nach New York City, wurde aber kurz darauf nach Europa geschickt, wo sie ausgebildet wurde. Zur Zeit des olympischen Golfevents 1900 lebte sie in der Schweiz und spielte Golf im St. Moritz Golf Club. Bei den Olympischen Spielen 1900 nahm sie am ersten olympischen Golfturnier der Frauen teil, in dem sie hinter ihrer Landsmännin Margaret Abbott den zweiten Platz belegte. Während des Sommers wohnte sie im Haus ihrer Schwester Susan Tucker in Deauville. Susan war die Ehefrau des russischen IOC-Mitglieds Sergei Belosselski-Beloserski. Nach ihrer Rückkehr in ihr Heimatland 1904 heiratete sie Ernest Iselin, der im Vorstand vieler verschiedener Unternehmen saß. Mit Hilfe seines Vermögens gründete Pauline Iselin 1933 den Generosity Thrift Shop, der verschiedene soziale Organisationen unterstützte.